# ASIAN STAR
株式会社ASIAN STAR（エイシアンスター）は、神奈川県横浜市西区に本社を置く不動産会社。旧社名は、株式会社陽光都市開発（英文表記：YOKO TOSHIKAIHATSU CO.）。
現在は中国の法人である上海徳威企業発展有限公司グループが筆頭株主。
2007年12月期まで業績は堅調に推移したが、2008年12月期に評価損等により多額の赤字を計上、50億円近くあった純資産がこの1年で3億円台にまで落ち込んだ。2011年12月期から不動産販売事業の縮小を開始。2012年12月期の連結売上高は、2007年12月期の連結売上高の10%以下に減少している。その後は不動産賃貸・管理に注力し売上は堅調に推移している。

## 分譲住宅
- グリフィン・グリフォーネシリーズ
- アステールガーデンシリーズ

## 沿革
- 1979年 藤沢市円行に有限会社陽光住販設立。
- 1983年 横浜市西区中央に移転。
- 1988年 株式会社陽光都市開発へ商号変更。
- 1997年 現在地に移転。
- 2005年 ジャスダックに上場。
- 2008年 ヨコハマ地所、陽光ビルシステム、サン建設設計を吸収合併。
- 2011年 上海徳威企業発展有限公司傘下の思源国際発展有限公司を割当先とする第三者割当増資を実施。上海徳威企業発展有限公司・思源国際発展有限公司・フィンテックグローバル証券株式会社と資本提携[1]。
- 2013年 フィンテックグローバル証券株式会社との資本提携を解消[2]。
- 2014年 柏雅資本集団控股有限公司（香港）を子会社化。
- 2015年 株式会社ASIAN STARへ商号変更。
- 2016年 資本提携先を上海徳威企業発展有限公司と徳威国際発展有限公司に変更（グループ内の異動）。

## 業務停止命令
顧客が断っているのに電話を繰り返して長引かせる・顧客を中傷するような発言をしたりしたとして2011年2月1日から22日まで宅地建物取引業に係る全部の業務について停止命令を受けた。